# Ghiacciaio Burevestnik
Il ghiacciaio Burevestnik è un ghiacciaio lungo 4,2 km e largo 3,5, situato sull'isola Brabant, una delle isole dell'arcipelago Palmer, al largo della costa nord-occidentale della Terra di Graham, in Antartide. Il ghiacciaio si trova in particolare sulla penisola Pasteur, a est del ghiacciaio Podayva e a nord del ghiacciaio Lister, dove fluisce verso nord-est a partire dal versante settentrionale dei monti Stribog fino a entrare in mare tra punta Levenov, a sud-est, e punta Marinka, a ovest.

## Storia
Il ghiacciaio Burevestnik è stato così battezzato dalla Commissione bulgara per i toponimi antartici in onore del Burevestnik, il peschereccio della Ocean Fisheries – Burgas che, comandato dal capitano Nikola Levenov, navigò nelle acque antartiche delle isole Kerguelen dal dicembre 1974 al febbraio 1975.